# Yu Jeong-hye
Yu Jeong-hye (kor. 유 정혜, ur. 10 lutego 1954) – południowokoreańska siatkarka, medalistka igrzysk olimpijskich, mistrzostw świata i igrzysk azjatyckich.

## Życiorys
Yu wystąpiła na igrzyskach olimpijskich 1972 organizowanych w Monachium. Zagrała w jednym z trzech meczów fazy grupowej, meczu półfinałowym oraz w przegranym pojedynku o trzecie miejsce z reprezentacją Korei Północnej. W czasie gry w reprezentacji Korei Południowej w 1974 zdobyła dwa medale – srebrny podczas igrzysk azjatyckich w Teheranie i brązowy na mistrzostwach świata w Meksyku. Uczestniczyła także w kolejnych igrzyskach, w Montrealu. Zagrała we wszystkich meczach turnieju, w tym w wygranym meczu o brąz z Węgierkami.